# John A. List
Ne pas confondre avec le criminel John List
John A. List est un économiste américain né le 25 septembre 1968. Il est spécialiste d'économie expérimentale. Il est professeur d'économie à l'Université de Chicago et chercheur associé au NBER. Il fait partie des 10 économistes les plus cités au monde selon RePEc.

## Études
Il obtient son Ph.D. en sciences économiques à l'Université du Wyoming en 1996.

## Carrière
Entre 1996 et 2000, il est professeur assistant à l'université du centre de la Floride.
Il est ensuite professeur à l'université de l'Arizona (2000-2001) et à l'université du Maryland (2001-2005).
Il rejoint l'université de Chicago en 2005.

## Travaux
List s'est distingué en faisant des expériences de terrain , notamment avec George Akerlof. Ces expériences portent notamment sur la collecte de fonds, la Bourse de commerce de Chicago, les nouveaux marché de l'automobile, la valeur monétaire des objets associés au sport, le marché des pièces de monnaie, celui de la réparation automobile, les marchés en plein air, la vente aux enchères, les centres commerciaux, divers marchés du travail, et les lycées.

## Ouvrages
- (en) Uri Gneezy, John List et Steven D. Levitt, The Why Axis : Hidden Motives and the Undiscovered Economics of Everyday Life, New York, Public Affairs, 2013 (ISBN 978-1-61039-311-9).
- (en) John List, The Voltage Effect : How to Make Good Ideas Great and Great Ideas Scale, 2022 (ISBN 978-0-59323-948-3)  Faut-il développer une idée ou un produit, et à quel moment ? List compare par exemple une communauté de personnes qui pèchent en équipes avec une communauté de pécheurs indépendants, et trouve que la communauté qui travaille par équipes permet mieux de grandir. Il s'intéresse aussi à des écoles ou à des restaurants, dont il évalue les chances de succès[5]. .

### Autres publications importantes
- (en) Glenn W. Harrison et John A. List, « Field Experiments », Journal of Economic Literature, vol. 42, no 4,‎ décembre 2004, p. 1009-1055 (DOI 10.1257/0022051043004577)

## Vie privée
Il est père de 8 enfants dont 3 sont adoptés.